# Winterスプリング、Summerフォール
『Winterスプリング、Summerフォール』（ウィンター スプリング サマー フォール）は、1989年6月14日にリリースされた、渡辺美奈代の12枚目のシングル。CBSソニーより発売された。

## 解説
- ほぼ同じ作家陣による1960年代風オールディーズ調の曲が4作品続き、ややマンネリ感が出てきたところで、作曲家陣は同じだが、カノン進行を基調に構成され、間奏に山下達郎の「クリスマス・イブ」とよく似た「♪パッ・パッパッパッー」のスキャットを使うなど、10年ほど時間を進めた1970年代風の歌謡曲タッチに仕上げてきた。
- 「ちょっとFallin' Love」から続いてきた鈴木慶一による最後の作曲となっている。
- 本作が最後のEPレコード盤での発売となった。
- 作詞の覚和歌子は、以前から蓮田ひろか名義でアルバム「アルファルファ」以降、詞を提供し続けてきた。
- ソロデビュー以来、ヘアスタイルを変えることはあっても、ほとんどの楽曲で短めのスカートで通してきたが、初めてロングスカートで歌唱した。

## 収録曲
1. Winterスプリング、Summerフォール（3:19）
  - 作詞: 覚和歌子／作曲: 鈴木慶一、渚十吾／編曲: 鈴木慶一
2. OH, YES!（3:59）
  - 作詞: 森浩美／作曲: Mark Davis／編曲: Mark Davis

## 収録作品
CD
- KISS! KISS! KISS! -MINAYO WATANABE BEST-
- 渡辺美奈代ベスト・コレクション
- GOLDEN☆BEST 渡辺美奈代 SINGLES
- 渡辺美奈代 30th Anniversary Complete Singles Collection Disc 2 M-7/M-8
- 結成30周年記念CD-BOX シングルレコード復刻ニャンニャン Disc 123 ※オリジナカラオケ含む
- おニャン子クラブ（結成30周年記念） シングルレコード復刻ニャンニャン［通常盤］8 Disc 2 M-9/M-10